# いしぶみ
『いしぶみ』は、1969年および2015年に広島テレビ放送（広島テレビ）が制作・放送したドキュメンタリー番組、もしくはこの番組をもとに1970年ポプラ社から刊行された書籍である。
1945年（昭和20年）8月6日、勤労動員中に広島原爆で全滅した旧制広島県立広島第二中学校（現・広島県立広島観音高等学校）1年生321名の記録である。

## 内容
第二次大戦下の広島二中では、3年生以上は軍需工場へ働きに行き、1、2年生には学校で芋を作る作業等があったため、その分、授業に割ける時間が減ることになり、夏休みも返上しての学校生活が続いていた。その頃の中学生たちの日々の暮らしぶりは、遺されたある生徒の日記や、遺族たちによる手記の中に描かれている。1945年8月6日、午前8時15分。広島市の中心部、中島新町の本川土手（現在の広島平和公園、広島市公会堂（後に広島国際会議場に改称）の前の道路）に、空襲による発生が予想された火災の被害を抑え、避難場所を増やすための空き地を広げるために建物を壊してゆく、その後片付けの作業のために集合していた321名の生徒たちと4名の教師たちの頭上で、原子爆弾が炸裂した。本作は、その生徒たちと教師たちの運命、その最期を、判明している範囲で淡々と伝えたものである。子供を心配して探しに来た父母に会えて、喜びのうちに亡くなった生徒がいる一方、どこで死んだのか未だにわからない生徒も少なくない。このように、8月6日に起きた出来事を、広島二中の生徒を中心に克明に描いている。

## テレビ番組

### 1969年版
広島テレビの制作により、1時間番組として、『碑』のタイトルで、日本テレビほか全国23局で放送された。広島テレビでは1969年10月9日（木曜）22:00 - 22:56に、日本テレビ他では10日遅れの10月19日（日曜日）16:00 - 17:00に放送された（前記以外の時間で放送した局の有無は不明。当時、広島テレビは日本テレビ系列とフジテレビ系列とのクロスネットだったが、本番組は日本テレビ系列向けだった）。
広島市出身で、生徒たちの母親とほぼ同世代（1906年生まれ）でもある女優・杉村春子が、生徒たちの遺影が掲げられたスタジオ内で、朗読の形で、遺族の証言や生徒らの最期を語ってゆく内容である。たびたび原爆被害の写真を効果的に挿入し、最終的に生徒らの遺影が崩れ落ちるという衝撃的な演出で話題となった。
昭和44年度文化庁芸術祭優秀賞、週刊TVガイド主催・テレビ大賞優秀番組賞、第7回放送批評家賞（現・ギャラクシー賞）を受賞。その後、デンマークやスイスなど海外でも放送された。
企画者の薄田純一郎（当時、広島テレビ報道制作部長）は、原爆投下前年に広島二中を卒業（20期）しており、本番組の取材に取り組んだ。なお薄田によれば、本番組はテレビドラマとして制作されたものである。構成は松山善三が務めた。
現在、横浜市にある放送ライブラリーに保存されており、閲覧することが可能である。また、2016年3月31日までの期間限定で、広島テレビ公式サイト内の“つなぐヒロシマ”特設サイトにて、無料配信されている。

#### キャスト・スタッフ（1969年版）
- 出演：杉村春子
- 企画：薄田純一郎
- 構成：松山善三
- 演出：杉原萌
- 撮影：竹村峰信
- 音楽：福島雄一郎
- 美術：河野通男
- 写真：三浦克己
- 録音：村上明男
- 編集：池田龍三郎
- 制作：広島テレビ放送

### 2015年版
1969年版のリメイクとして、同じく広島テレビの制作により、2015年8月1日13:30 - 14:55に『戦後70年特別番組 いしぶみ〜忘れない。あなたたちのことを〜』のタイトルで、テレビ宮崎を除く日本テレビ系列29局ネット（テレビ大分は10分遅れ）で放送された。同年8月7日18:15 - 19:56には、広島テレビのみで再放送された。
是枝裕和が脚本・監督を務め、広島市出身の女優・綾瀬はるかが朗読を担当した。本編では、木箱を配置してプロジェクションを用いるなど、オリジナル版とは異なる演出がなされた。また本編の途中には、ジャーナリストの池上彰による取材の模様が挿入された。この取材では、被爆した生徒・教師の遺族などにインタビューを行ったほか、広島二中の慰霊碑にも訪れた。
このリメイク版では、ごく少数ながらも難を逃れた生徒たちの存在がとりあげられ、インタビュー出演した。なかには、一時は慰霊碑に名前を刻まれたものの、後に生存が確認されたため、自分の名前を削除してもらったという生徒も紹介された。

#### キャスト・スタッフ（2015年版）
- 朗読：綾瀬はるか
- ナビゲーター：池上彰
- 原案：薄田純一郎
- 原構成：松山善三
- 撮影：山崎裕、鈴木克彦、高野大樹
- 美術：堀尾幸男、長谷川未和
- 照明：中川隆一、橋野明智
- 録音：弦巻裕、森英司、冨田和彦
- スタイリスト：椎名直子
- メイク：中野明海
- プロジェクション：栗山聡之
- 小道具：雪入三廣
- 美術制作：平井治郎
- スタジオ担当：牛房修一
- スタジオ進行：宮坂博隆
- 画像処理：織山臨太郎
- EED：池田聡
- ミキサー：桑木知二
- 挿入曲：武満徹作曲
  - 『波の盆』（「灯籠」「ヒロシマ」「墓標」「夕景」「手紙I」「終曲」）、『写楽』（「われを忘れて」）、「VALERIA」、『青幻記-遠い日の母は美しく-』、『どですかでん』
- 題字：西川美和
- 資料提供：国立広島原爆死没者追悼平和祈念館、広島平和記念資料館、谷口順之助、朝日輝一
- 取材協力：芸陽観音同窓会、広島市立観音小学校

- 演出補：可香谷慧、大田隆之
- 演出：是枝裕和
- プロデューサー：橋本佳子、佐藤宏
- 制作統括：小出和昌
- 制作：ドキュメンタリージャパン
- 制作著作：広島テレビ放送

## 書籍
1970年、ポプラ社から刊行され、以後現在に至るまで長年に渡り版を重ねている。初版時には、第13回児童福祉文化賞と第18回サンケイ児童出版文化賞（1971年）を受賞した。表表紙には原爆ドーム、裏表紙には平和公園内の本川土手にある、広島二中の慰霊碑に刻まれた「碑」の一字の写真が掲載されている。本編イラストは小林勇。

### 書誌情報
- 『人類の記録シリーズ3 : いしぶみ』（ポプラ社、1970年6月20日、ISBN 4591013448）
- 『いしぶみ - 広島二中一年生全滅の記録』（ポプラ社文庫、1983年8月、ISBN 4591010015）
- 『いしぶみ - 広島二中一年生全滅の記録』（ポプラ社文庫、2005年8月、ISBN 9784591087329）※改訂新版。帯に齋藤孝が「全人類必読の書」とコメントを寄せている。1983年版とは、表紙デザイン等が異なる。
- 『いしぶみ - 広島二中一年生全滅の記録』（ポプラポケット文庫、2009年7月、ISBN 9784591110492）※初の軽装版（2009年版以前のものは、“文庫”として出版されたものも含め、ハードカバーである）
- 『いしぶみ - 広島二中一年生全滅の記録』（ポプラ社、2015年7月16日、ISBN 9784591146040）※新装版。初の一般書籍（2015年版以前は、すべて児童書として発売）

## 合唱組曲『レクイエム「碑」』
本番組が放映された翌年の1970年には、広島市の男声合唱団「広島メンネルコール」が、広島テレビの協力を得て、広島二中生徒の被爆をモチーフにした合唱組曲『レクイエム「碑」』を創作した。作曲は森脇憲三、作詞は番組の企画者である薄田純一郎（ともに広島二中の出身である）。

## その他
- 近年においては、近藤紗代や片渕忍など文学座出身の女優（杉村の後輩にあたる）によって、朗読劇として上演されている。中には、地元広島の人々が参加した公演もある。

## 原爆死亡者の名簿
これは、本川土手で被爆して亡くなられた廣島二中の4人の先生と1年生321人の名簿である。